# Leucophenga gibbosa
Leucophenga gibbosa är en tvåvingeart som först beskrevs av Meijere 1914.  Leucophenga gibbosa ingår i släktet Leucophenga och familjen daggflugor. Inga underarter finns listade i Catalogue of Life.